# 格雷格·帕克斯
格雷格·帕克斯（英語：Greg Parks，1967年3月25日—2015年6月16日），加拿大男子冰球运动员，场上位置是前锋。他曾代表加拿大国家队参加1994年冬季奥林匹克运动会冰球比赛，获得一枚银牌。